# 아이벡스
알파인 아이벡스(영어: Alpine ibex 또는 Capra ibex, steinbock 또는 bouquetin)는 소과 염소속에 속하는 야생 포유동물로, 산양이라 칭하는 아이벡스(ibex)의 하위 종이다. 유럽 알프스산맥의 산악 지대 및 피레네 산맥에 위치한 가바르니Gavarnie에서 서식한다고 알려져 있다. 동종이형성을 가진 종으로 수컷의 몸이 좀더 크며, 더 크고 굽은 뿔을 갖고 있다. 모피의 색은 갈색을 띤 회색이다. 아이벡스는 설선 위의 가파르고 거친 지형에서 서식하는 경향이 있다. 천적은 눈표범, 구름표범, 검독수리이다.